# Una mutevole verità
Una mutevole verità è un breve romanzo giallo del 2014 scritto da Gianrico Carofiglio.

## Trama
Il Maresciallo dei Carabinieri Pietro Fenoglio, un torinese trapiantato a Bari, si trova ad indagare su un efferato omicidio in cui tutto sembra troppo chiaro fin dall'inizio: le prove, gli indizi, le testimonianze sembrano tutte convergere su un'unica persona, che tuttavia non aveva nessun movente per compiere il delitto. Solo la perseveranza e la singolare idea investigativa di Fenoglio permetteranno di trovare la soluzione al caso, che spesso, come in tale occasione, si cela dietro alle più scontate evidenze.